# Вишна Писана
Вишна Писана (слч. Vyšná Pisaná) насељено је мјесто са административним статусом сеоске општине (слч. obec) у округу Свидњик, у Прешовском крају, Словачка Република.

## Становништво
| Година:    | 1994. | 2004.    | 2014.   | 2024.   |
| ---------- | ----- | -------- | ------- | ------- |
| Број људи: | 61    | 81       | 73      | 74      |
| Разлика:   |       | +32,78 % | -9,87 % | +1,36 % |

| Година:    | 2023. | 2024.   |
| ---------- | ----- | ------- |
| Број људи: | 75    | 74      |
| Разлика:   |       | -1,33 % |

Према подацима о броју становника из 2024. године насеље је имало 74 становника.